# Malia (Cypr)
Malia (gr. Μαλιά) – wieś w Republice Cypryjskiej, w dystrykcie Limassol. W 2011 roku liczyła 64 mieszkańców.